# Pomul de Crăciun (film)
Pomul de crăciun (titlul original: L'Arbre de Noël) este un film dramatic franco-italian, realizat în 1969 de regizorul Terence Young, după romanul omonim a scriitorului Michel Bataille, protagoniști fiind actorii William Holden, Virna Lisi,Brook Fuller, Bourvil. 

## Conținut
Pascal, un băiat de zece ani rămas orfan de mama sa, se află în vacanță în Corsica împreună cu tatăl său, Laurent și cu partenera acestuia, Catherine. În timp ce Pascal se află pe o barcă gonflabilă, iar tatăl său sub apă,  un avion militar explodează cu o bombă atomică la bord. Acest accident va provoca leziuni ireversibile copilului, cu o leucemie fulminantă care îl lasă doar câteva luni de trăit. Totul devine o cursă contra cronometru în care Laurent îi va oferi fiului său cea mai frumoasă perioadă a vieții sale scurte până la finalul tragic, în seara zilei de Crăciun.

## Distribuție
- William Holden – Laurent Ségur
- Virna Lisi – Catherine Graziani
- Brook Fuller – Pascal Ségur
- Bourvil – Verdun, prietenul din Saint-Tropez
- Mario Feliciani – doctorul din Paris
- Madeleine Damien – Marinette, menajera
- Friedrich von Ledebur – Vernet, vecinul
- Georges Douking – proprietarul de animale
- Michel Thomass – prietenul corsican al lui Verdun
- Jean-Pierre Castaldi – jandarmul cu motocicleta
- Yves Barsacq – Charlie Lebreton, benzinarul
- France Daunic – instructoarea
- Maria Schneider (nemenționată) –
- Paul Bonifas (nemenționat) –
- Adrien Cayla-Legrand (nemenționat) –
- Roland Malet (nemenționat) – polițistul
- Gaston Meunier (neacreditat) – un client al lui Maxim
- Raymond Pierson (neacreditat) – un client al lui Maxim

## Coloana sonoră
Coloana sonoră semnată de Georges Auric, include o singură melodie repetată ca leitmotiv, intitulată „Romanță anonimă” (Romance Anónimo) al compozitorului Narciso Yepes, pe care am mai întâlnit-o și în filmul Jocuri interzise de René Clément. 